# رودلف باور (رسام)
رودلف باور (بالألمانية: Rudolf Bauer)‏ هو رسام ألماني، ولد في 11 فبراير 1889 في Kreis Wirsitz ‏، وتوفي في 28 نوفمبر 1953 في ديل في الولايات المتحدة بسبب سرطان الرئة.

## وصلات خارجية
- الموقع الرسمي
- رودلف باور على موقع الموسوعة البريطانية (الإنجليزية)
- رودلف باور على موقع ديسكوغز (الإنجليزية)